# Вигнання Романових

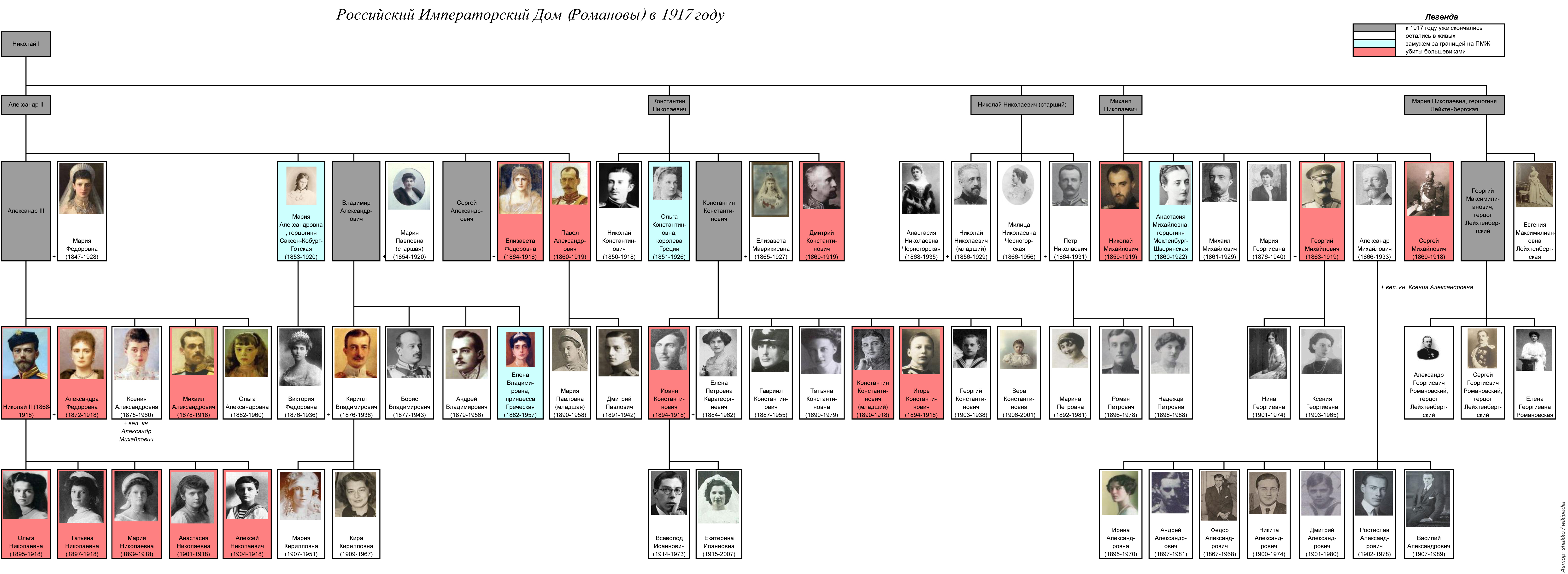
Російський імператорський дім у 1917 році

Романови, їхні бокові лінії і морганатичні сімейства у 1917 році

Вигнання Романових — втеча членів скинутої династії після революції 1917 року.
Члени російського імператорського дому та їхні родичі, що вижили, залишили кордони країни різними способами. Два основних маршрути включали втечу через Фінляндію, або ж через Чорне море.

## Врятовані

### Сім'я Олександра Михайловича

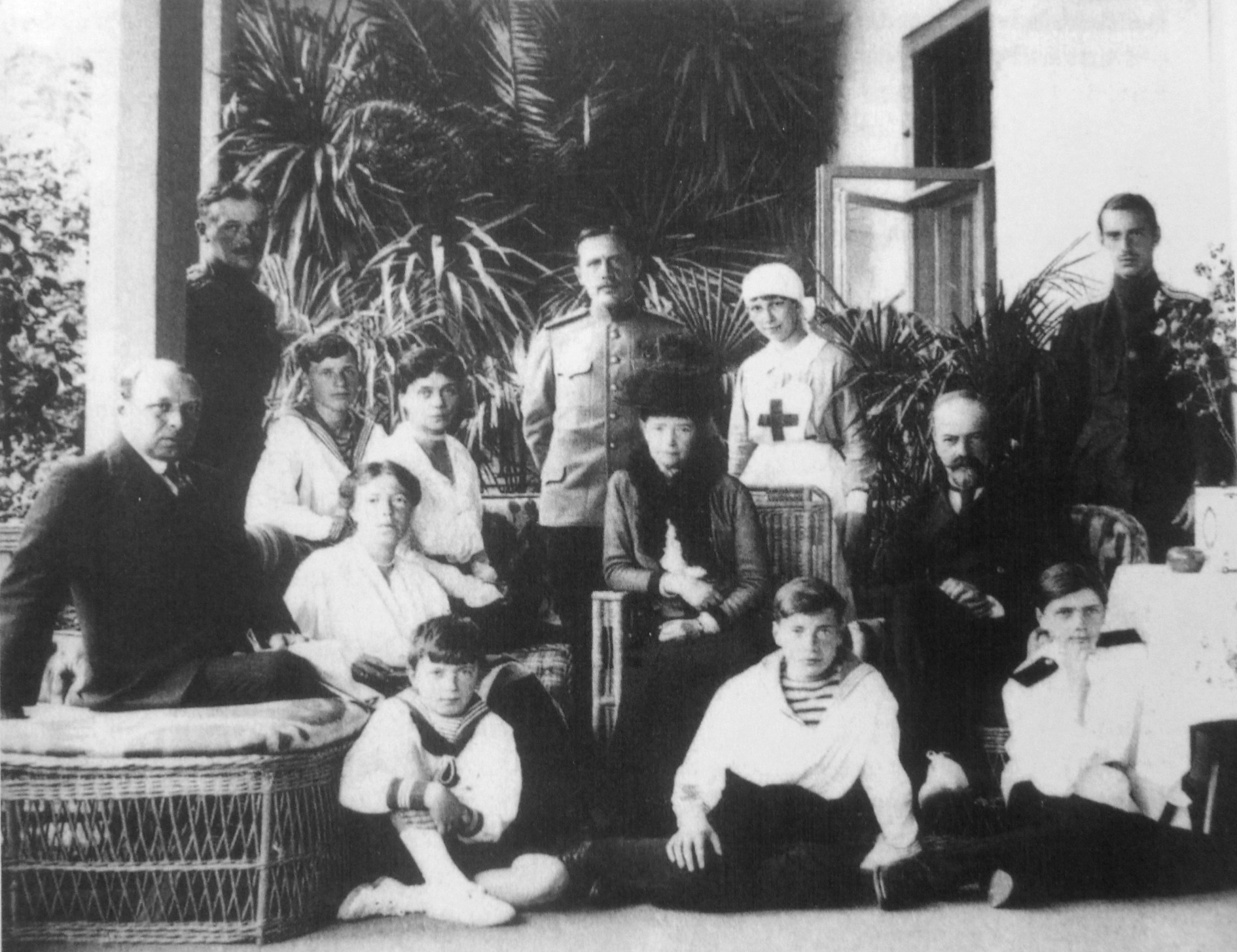
Сімейне фото перед арештом у Ай-Тодорі

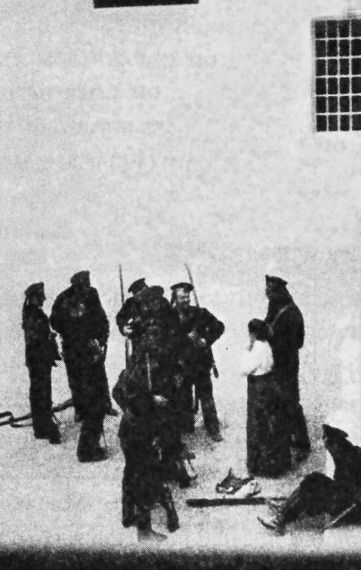
Обшук у Криму

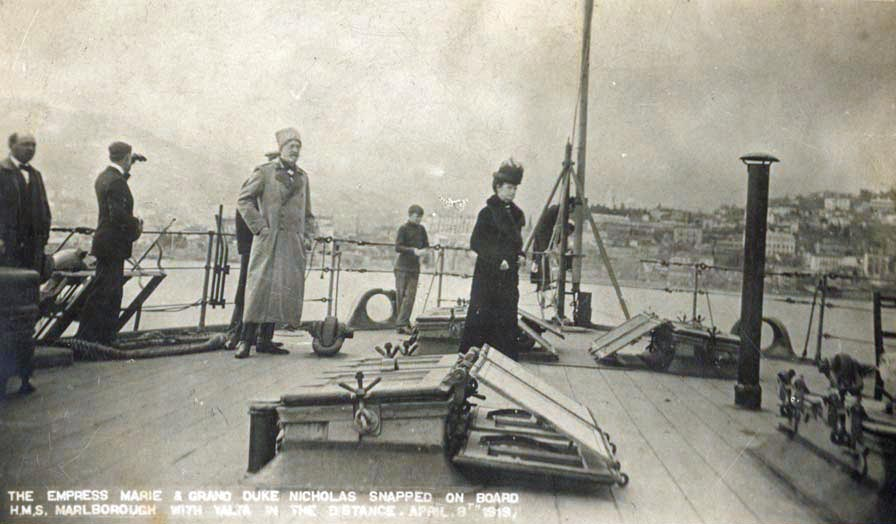
Романови на борту «Мальборо»

Евакуйовані через Крим (11 грудня 1918 HMS «Форсайт» та 11 квітня 1919, лінкор «Мальборо»):
- імператриця Марія Федорівна
- великий князь Микола Миколайович Молодший
- велика княгиня Анастасія Чорногорська, його дружина
- великий князь Олександр Михайлович
- сестра імператора велика княгиня Ксенія Олександрівна, його дружина. Їхні діти:
  - Романова Ірина Олександрівна, її чоловік Юсупов Фелікс Феліксович і дочка Юсупова Ірина Феліксівна; а також батьки Фелікса — Зінаїда Юсупова і Фелікс-старший.
  - Андрій Олександрович Романов разом з нареченою Єлизаветою Фабриціївною Сассо.
  - Романов, Федір Олександрович
  - Романов, Микита Олександрович
  - Романов, Дмитро Олександрович
  - Романов, Ростислав Олександрович
  - Романов, Василь Олександрович
- Міліца Чорногорська і Петро Миколайович, їх діти Марина Петрівна, Роман Петрович і Надія Петрівна

### Сім'я Марії Павлівни
Евакуйовані через Новоросійськ:

- велика княгиня Марія Павлівна Мекленбург-Шверінська
- великий князь Андрій Володимирович, її син. Під час Жовтневої революції перебував з матір'ю у Кисловодську. Наприкінці 12.1919 виїхав з Кисловодська і 04.01.1920 прибув у Новоросійськ, а через 1,5 місяця на французькому кораблі евакуювався за кордон.
- Матильда Кшесінська, і її син Володимир Красінський — позашлюбна сім'я Андрія Володимировича, у еміграції узаконена.
- Борис Володимирович її син. 09.1918 — жив у Анапі, а після визволення Криму від більшовиків переїхав у Кисловодськ. 1919 — емігрував через Константинополь у Париж разом з Рашевською, раніше брата і матері. «Командир більшовицького загону, якому  було наказано розстріляти цих двох Великих Князів, опинився художником, який провів кілька років життя у Парижі у тяжкій боротьбі за існування, марно сподіваючись знайти покупця для своїх картин. За рік до війни Великий Князь Борис Володимирович, прогулюючись Латинським кварталом, наткнувся на виставку мистецьке намальованих подушок. Вони сподобались йому своєю оригінальністю, і він придбав їх значущу кількість. Ось і всі. Більшовицький комісар не міг убити людину, якої  цінив  мистецтво. Він посадив  обох Великих Князів у автомобіль зі значком комуністичної партії і повіз їх у район білої армії».[1]
- Рашевська, Зінаїда Сергіївна— майбутня дружина Бориса Володимировича

### Сім'я Ольги Олександрівни
через Кубань:
- великая княжна, сестра імператора Ольга Олександрівна, її чоловік Куліковський, Микола Олександрович і новонароджені діти Тихон і Гурій. Жили у станиці, куди їх привіз лейб-козак імператриці-матері, поїхали уже у 1920.

### Сім'я Єлизавети Маврикієвни
Поїхали у Швецію:
- велика княгиня Єлизавета Маврикієвна
- її молодші діти, князі імператорської крові Віра Костянтинівна, Георгій Константинович
- її осиротілі внуки Всеволод Іоаннович і Катерина Іоанівна
- пізніше до них перебралась її вдова невістка Олена Петрівна Сербська.

### Сім'я Марії Георгіївни
- Марія Георгіївна, Ніна, Ксенія

### Сім'я Кирила Володимировича
через Швецію: 
- великий князь Кирило Володимирович з сім'єю поїхали у руську Фінляндію.
- велика княгиня Вікторія Федорівна, його дружина. їхній малолітні діти:
  - княжна імператорської крові Марія Кирилівна
  - княжна імператорської крові Кіра Кирилівна
  - Володимир Кирилович, який народився 17 (30) серпня 1917  у Фінляндії

### Інші члени Імператорського дому і морганатичних сімей
- великий князь Дмитро Павлович. Брав участь у вбивстві Распутіна, за що був відправлений на Кавказький фронт. Опинився у Персії. З британською допомогою через Тегеран і Бомбей біг у Лондон.
- велика княжна Марія Павлівна, його сестра. Під час революції одружилася з князем Сергієм Путятиним і, оскільки вона мала паспорт на ім'я свого чоловіка, то більшовики під час її втечі за кордон не впізнали у «громадянці Марії Путятиній» великої княгині.[1]
- Шеремет'євська, Наталія Сергіївна (Брасова) — морганатична дружина наступника Михайла Олександровича. Наталія двічі відвідувала чоловіка у Пермі, а перед третьою поїздкою дізналася про його «зникнення», її відвезли до тюрми. Через декілька місяців симулювала сильну застуду, і її перевели у тюремну лікарню, звідки вона бігла з допомогою дочки (від попереднього шлюбу). З фальшивим паспортом, переодягнувшись медсестрою Червоного Хреста, досягла Києва. Разом з дочкою через Одесу виїхала з Росії.
- Брасов, Георгій Михайлович — морганатичний син Михайла Олександровича і Брасової. Маленький хлопчик вивезений чужими людьми по підробним документам.
- княгиня імператорської крові Олена Петрівна Сербська. Відправилась разом з чоловіком у заслання у Алапаєвськ, покинувши дітей на піклування свекрухи виїхали у Швецію. У Єкатеринбурзі вона була затримана. Наприкінці липня під арештом була перевезена у Пермь. У долю принцеси втрутилися сербське і норвезьке посольства, під їхнім тиском у листопаді 1918 року Олена Петрівна була переведена у Москву. 2 грудня 1918 року Президію ВЦИК ухвалив передати її норвезькому посольству і «не перешкоджати її виїзду з меж РСФСР».
- князь імператорської крові Гавриїл Костянтинович. 15 серпня 1918 року він був арештований і провів у тюрмі три місяця. Його молода морганатична дружина Антоніна Нестеровська(яка була балериною), посилаючись на його туберкульоз і звертаючись до Максима Горького, добилася його визволення. Невдовзі вони отримали дозвіл на виїзд і виїхали у Фінляндію, а потім у Францію.
- княжна імператорської крові Тетяна Костянтинівна з маленькими дітьми Темуйразом Багратион-Мухранським і Наталією виїхала через Київ у Румунію, потім у Швейцарію.
- Іскандер Олександр Миколайович, син вів. кн. Миколи Костянтиновича. Після евакуації Руської Армії генерала барона Врангеля із Криму відплив з рештою армії у Галліполи. Його дружина з двома дітьми вирішила лишитися в Росії.
- Ольденбурзький, Петро Олександрович і його батьки  Ольденбурзький Олександр Петрович і Євгенія Максиміліанівна Лейхтенберзька.
- деякі  з графів Зарнекау — морганатичного потомства принца Константна Ольденбурзького.
- Карлова, Наталья Федорівна, ур. Вонлярська (1858—1921) — морганатична дружина Георгія Георгійовича Мекленбург-Стрелицького і її діти.
- Сімейство Палей, за виключенням розстріляного сина.

## Одружені іноземні принцеси на постійному місці проживання
- велика княжна Анастасія Михайлівна, дружина великого герцога Мекленбург-Шверинського Фрідріха Франца III. Будучи вдовою, проживала у Швейцарії і Франції.
- велика княжна Олена Володимирівна, дружина грецького королевича Миколи
- велика княжна Ольга Костянтинівна, дружина грецького короля Георга

- великий князь Михайло Михайлович, його дружина Меренберг, Софія Миколаївна, їхні діти. Проживали у Англії
- Найсвітліша княгиня Довгорукова, Катерина Михайлівна, морганатична вдова імператора Олександра II. Після смерті чоловіка проживала у Франції. Померла у 1922. Її нащадки:
  - Юр'ївська, Ольга Олександрівна — дочка імператора. Проживала у Ніцці з чоловіком і дітьми
  - Юр'ївська, Катерина Олександрівна — дочка імператора. Чоловік — Оболенський, Сергій Платонович. Брав участь у Цивільній війні, три роки вів битву у Білій Армії. Після закінчення Цивільної війни емігрував.
  - Юр'ївський, Олександр Георгійович — внук імператора.

## Залишилися
- Дрейєр, Надія Олександрівна (Іскандер) — морганатична дружина Миколи Костянтиновича.
- Іскандер, Артемій Миколайович — син Миколи Костянтиновича. По одній версії загинув під час Цивільної війни, коли вів битву  на стороні білих, по другій — помер від тифу в Ташкенті у 1919 році.
- діти Олександра Миколайовича Іскандера: (Наталія і Кирило(1915—1992) Андросови)
- Белевський-Жуковський, Олексій Олексійович, позашлюбний син великого князя Олексія Олександровича. Розстріляний у Тбілісі у 1932 році.
- Богарне, Дар'я Євгенівна, морганатична дочка герцога Лейхтенберзького, у жовтні 1917 року поїхала у Німеччину, у жовтні 1918 року, у самий розпал цивільної війни, повернулась у Радянську Росію. У 1937 році була розстріляна.
- Зарнекау Агрипина Костянтинівна — морганатична дружина принца Константна Петровича Ольденбурзького. Померла у 1926 (?) році у Кисловодську. Їхня дочка Зарнекау Нина Костянтинівна померла теж там у 1922.